# Poecilia wandae
Poecilia wandae là một loài cá nước ngọt thuộc chi Poecilia trong họ Cá khổng tước. Loài này được mô tả lần đầu tiên vào năm 2003.

## Từ nguyên
Danh pháp của loài cá này, P. wandae, được đặt theo tên của Vanda Marisa Freitas, một người bạn của Poeser, thích được gọi thân mật là Wanda.

## Phân bố và môi trường sống
P. wandae được tìm thấy ở một số hệ thống sông phía tây lưu vực Maracaibo (Venezuela).

## Mô tả
Mẫu vật lớn nhất của P. wandae có chiều dài cơ thể được ghi nhận là 2,2 cm, thuộc về cá thể mái.
Số tia vây mềm ở vây lưng: 5 - 7; Số tia vây mềm ở vây hậu môn: 6 - 8; Số tia vây mềm ở vây đuôi: 14 - 16.